# Lijst van voetbalinterlands Chili - Venezuela
Deze lijst van voetbalinterlands is een overzicht van alle officiële voetbalwedstrijden tussen de nationale teams van Chili en Venezuela. De Zuid-Amerikaanse landen speelden tot op heden 31 keer tegen elkaar. De eerste ontmoeting, een wedstrijd tijdens de Copa América 1967, werd gespeeld in Montevideo (Uruguay) op 18 januari 1967. Het laatste duel, een kwalificatiewedstrijd voor het Wereldkampioenschap voetbal 2026, vond plaats op 19 november 2024 in Santiago.

## Wedstrijden
| №  | Plaats          | Datum             | Competitie           | Wedstrijd         | Uitslag |
| -- | --------------- | ----------------- | -------------------- | ----------------- | ------- |
| 1  | Montevideo      | 18 januari 1967   | Copa América 1967    | Chili – Venezuela | 2 – 0   |
| 2  | San Cristóbal   | 8 augustus 1979   | Copa América 1979    | Venezuela – Chili | 1 – 1   |
| 3  | Santiago        | 29 augustus 1979  | Copa América 1979    | Chili – Venezuela | 7 – 0   |
| 4  | Santiago        | 8 september 1983  | Copa América 1983    | Chili – Venezuela | 5 – 0   |
| 5  | Caracas         | 21 september 1983 | Copa América 1983    | Venezuela – Chili | 0 – 0   |
| 6  | Córdoba         | 30 juni 1987      | Copa América 1987    | Chili – Venezuela | 3 – 1   |
| 7  | Caracas         | 6 augustus 1989   | WK 1990 kwalificatie | Venezuela – Chili | 1 – 3   |
| 8  | Mendoza         | 27 augustus 1989  | WK 1990 kwalificatie | Chili – Venezuela | 5 – 0   |
| 9  | Santiago        | 6 juli 1991       | Copa América 1991    | Chili – Venezuela | 2 – 0   |
| 10 | Barinas         | 2 juni 1996       | WK 1998 kwalificatie | Venezuela – Chili | 1 – 1   |
| 11 | Santiago        | 29 april 1997     | WK 1998 kwalificatie | Chili – Venezuela | 6 – 0   |
| 12 | Ciudad del Este | 3 juli 1999       | Copa América 1999    | Chili – Venezuela | 3 – 0   |
| 13 | San Cristóbal   | 25 juli 2000      | WK 2002 kwalificatie | Venezuela – Chili | 0 – 2   |
| 14 | Barranquilla    | 14 juli 2001      | Copa América 2001    | Chili – Venezuela | 1 – 0   |
| 15 | Santiago        | 4 september 2001  | WK 2002 kwalificatie | Chili – Venezuela | 0 – 2   |
| 16 | San Cristóbal   | 1 juni 2004       | WK 2006 kwalificatie | Venezuela – Chili | 0 – 1   |
| 17 | Santiago        | 8 juni 2005       | WK 2006 kwalificatie | Chili – Venezuela | 2 – 1   |
| 18 | Maracaibo       | 7 februari 2007   | Vriendschappelijk    | Venezuela – Chili | 0 – 1   |
| 19 | Puerto La Cruz  | 19 juni 2008      | WK 2010 kwalificatie | Venezuela – Chili | 2 – 3   |
| 20 | Santiago        | 5 september 2009  | WK 2010 kwalificatie | Chili – Venezuela | 2 – 2   |
| 21 | Temuco          | 31 maart 2010     | Vriendschappelijk    | Chili – Venezuela | 0 – 0   |
| 22 | San Juan        | 17 juli 2011      | Copa América 2011    | Chili – Venezuela | 1 – 2   |
| 23 | Puerto La Cruz  | 9 juni 2012       | WK 2014 kwalificatie | Venezuela – Chili | 0 – 2   |
| 24 | Santiago        | 6 september 2013  | WK 2014 kwalificatie | Chili – Venezuela | 3 – 0   |
| 25 | Talcahuano      | 14 november 2014  | Vriendschappelijk    | Chili – Venezuela | 5 – 0   |
| 26 | Barinas         | 29 maart 2016     | WK 2018 kwalificatie | Venezuela − Chili | 1 − 4   |
| 27 | Santiago        | 28 maart 2017     | WK 2018 kwalificatie | Chili − Venezuela | 3 − 1   |
| 28 | Caracas         | 17 november 2020  | WK 2022 kwalificatie | Venezuela − Chili | 2 − 1   |
| 29 | Santiago        | 14 oktober 2021   | WK 2022 kwalificatie | Chili − Venezuela | 3 − 0   |
| 30 | Maturín         | 17 oktober 2023   | WK 2026 kwalificatie | Venezuela − Chili | 3 − 0   |
| 31 | Santiago        | 19 november 2024  | WK 2026 kwalificatie | Chili − Venezuela | 4 − 2   |

## Samenvatting
| Competitie        | Totaal gespeeld | Winst Chili | Gelijk | Winst Venezuela | Doelsaldo Chili – Venezuela |
| ----------------- | --------------- | ----------- | ------ | --------------- | --------------------------- |
| WK-kwalificatie   | 18              | 13          | 2      | 3               | 45 − 18                     |
| Copa América      | 10              | 7           | 2      | 1               | 25 − 4                      |
| Vriendschappelijk | 3               | 2           | 1      | 0               | 6 − 0                       |
| Totaal            | 31              | 22          | 5      | 4               | 76 − 22                     |

Wedstrijden bepaald door strafschoppen worden, in lijn met de FIFA, als een gelijkspel gerekend.

## Details

### Eerste ontmoeting
| Copa América 1967 (Montevideo, Uruguay, 18 januari 1967): |              | |
| Chili | 2 – 0        | Venezuela |
| Rubén Marcos 12' Rubén Marcos 41' | goals        | |
| Alejandro Scopelli | bondscoach   | Rafael Franco Reyes |
| Juan Olivares Elías Figueroa Hugo Villanueva Humberto Cruz Ignacio Prieto Víctor Adriazola Roberto Hodge Rubén Marcos Carlos Campos ??' Manuel Saavedra ??' Pedro Araya | opstellingen | Vito Fasano David Motta Freddy Elie ??' José Vidal Luis Zarzalejo Argenis Tortolero Luis Mendoza ??' Salvador Gala Antonio Ravelo Humberto Scovino Rafael Santana |
| Julio Gallardo ??' Osvaldo Castro ??' | wissels      | ??' Gustavo González ??' Rafael Naranjo |

### Tweede ontmoeting
| Copa América 1979 (San Cristóbal, Venezuela, 8 augustus 1979): |              | |
| Venezuela | 1 – 1        | Chili |
| Rodolfo Carvajal 70' | goals        | 81' Jorge Peredo |
| Víctor Pignarelli | bondscoach   | Luis Santibáñez |
| Vicente Vega Emilio Campos Juan José Vidal José Contreras Pedro Castro Asdrúbal Sánchez Luis Mendoza Richard Páez Rodolfo Carvajal Alexis Peña ??' Julio César Hernández ??' | opstellingen | Mario Osbén Enzo Escobar Raúl González René Valenzuela ??' Carlos Rivas Mario Soto Miguel Ángel Neira Rodolfo Dubó Jorge Peredo Leonardo Véliz Patricio Yáñez |
| Rafael Santana ??' Ángel Castillo ??' | wissels      | ??' Waldo Quiroz |
| - Debuut van Jorge Peredo voor Chili. |              | |

### Derde ontmoeting
| Copa América 1979 (Santiago, Chili, Uruguay, 29 augustus 1979):                                                                                           |              | |
| Chili | 7 – 0        | Venezuela |
| Jorge Peredo 3' Carlos Rivas 38' Carlos Rivas 54' Jorge Peredo 59' Leonardo Véliz 76' Mario Soto 80' Patricio Yáñez 84'                                   | goals        | |
| Luis Santibáñez | bondscoach   | Víctor Pignarelli |
| Mario Osbén Enzo Escobar Mario Galindo René Valenzuela Carlos Rivas Manuel Rojas ??' Mario Soto Carlos Caszely Jorge Peredo Leonardo Véliz Patricio Yáñez | opstellingen | Vicente Vega Emilio Campos Juan José Vidal Pedro Castro Asdrúbal Sánchez Johnny Castellanos Luis Mendoza Richard Páez ??' Rodolfo Carvajal ??' Ángel Castillo Rafael Santana |
| Miguel Ángel Neira ??' | wissels      | ??' Rafael Cadenas ??' Pedro Febles |
| | rode kaarten | 53' Richard Páez |

### Vierde ontmoeting
| Copa América 1983 (Santiago, Chili, 8 september 1983): |              | |
| Chili | 5 – 0        | Venezuela |
| Óscar Arriaza 22' Rodolfo Dubó 25' Jorge Aravena 35' Rubén Espinoza 51' Jorge Aravena 83'                                                                               | goals        | |
| Luis Ibarra | bondscoach   | Walter Roque |
| Roberto Rojas Rubén Espinoza René Valenzuela Marcelo Pacheco Alejandro Hisis Luis Rojas ??' Rodolfo Dubó Jorge Aravena Óscar Arriaza Óscar Herrera Juan Carlos Orellana | opstellingen | Vicente Vega ??' Alberto Ramos Pedro Acosta Robert Ellie Carlos Betancourt Braulen Barboza José Rodríguez Nelson Carrero ??' Jhonny Castellanos Pedro Febles Rodolfo Carvajal |
| Juan Soto Quintana ??' | wissels      | ??' Ildemaro Fernández ??' José Milillo |
| | rode kaarten | 85' Braulen Barboza |

### Vijfde ontmoeting
| Copa América 1983 (Caracas, Venezuela, 21 september 1983): |              | |
| Venezuela | 0 – 0        | Chili |
| | goals        | |
| Walter Roque | bondscoach   | Luis Ibarra |
| César Baena José Ramón Rodríguez Pedro Acosta Julio Barboza Carlos Betancourt Asdrúbal Sánchez Nelson Carrero ??' Franco Rizzi Douglas Cedeño Rodolfo Carvajal ??' Pedro Febles | opstellingen | Roberto Rojas ??' Rubén Espinoza Leonel Herrera René Valenzuela Alejandro Hisis Rodolfo Dubó Luis Rojas Jorge Aravena Juan Carlos Letelier ??' Óscar Arrianza Juan Rojas |
| William Urdaneta ??' Oscar Torres ??' | wissels      | ??' Juan Quintana ??' Juan Carlos Orellana |

### Zesde ontmoeting
| Copa América 1987 (Córdoba, Argentinië, 30 juni 1987): |              | |
| Chili | 3 – 1        | Venezuela |
| Juan Carlos Letelier 17' Jorge Contreras 70' Sergio Salgado 83' | goals        | 24' (pen.) Pedro Acosta |
| Orlando Aravena | bondscoach   | Rafael Santana |
| Roberto Rojas Ruben Espinoza Fernando Astengo Eduardo Gómez Alex Martínez Patricio Mardones Jaime Pizarro Osvaldo Hurtado 64' Jorge Contreras Juan Carlos Letelier 46' Ivo Basay | opstellingen | Daniel Nikolac René Torres 78' Julio Quinteros Pedro Acosta Héctor Rivas Nelson Carrero Asdrubal Sánchez Franco Rizzi 67' Gerardo Méndez Herbert Márquez Winston Arreaza |
| Sergio Salgado 46' Jaime Vera 64' | wissels      | 67' José Nieto 78' Pablo Mendoza |
| | gele kaarten | 59' Julio Quinteros |
| Eduardo Gómez 56' | rode kaarten | 56' Nelson Carrero |

### Zevende ontmoeting
| WK 1990 kwalificatie (Caracas, Venezuela, 6 augustus 1989): |              | |
| Venezuela | 1 – 3        | Chili |
| Idelmaro Fernández 65' | goals        | 5' Jorge Aravena 34' Jorge Aravena 71' Iván Zamorano |
| Carlos Moreno | bondscoach   | Orlando Aravena |
| César Baena René Torres Andrés Paz Pedro Acosta Jorge Betancourt 46' Carlos Maldonado Roberto Cavallo Nelson Carrero Héctor Rivas Pedro Gallardo Pedro Febles 51' | opstellingen | Roberto Rojas Alejandro Hisis Fernando Astengo Hugo González Héctor Puebla Raúl Ormeño Jaime Pizarro Jorge Aravena Patricio Yañez Hugo Rubio 60' Ivo Basay |
| Bernardo Añor 46' Ildemaro Fernández 51' | wissels      | 60' Iván Zamorano |
| Héctor Rivas 14' Nelson Carrero 32' Andrés Paz 36' | gele kaarten | |

### Achtste ontmoeting
| WK 1990 kwalificatie (Mendoza, Argentinië, 27 augustus 1989): |              | |
| Chili | 5 – 0        | Venezuela |
| Juan Carlos Letelier 14' Juan Carlos Letelier 34' Patricio Yáñez 44' Juan Carlos Letelier 69' Jaime Vera 84'                                                            | goals        | |
| Orlando Aravena | bondscoach   | Carlos Moreno |
| Roberto Rojas Alejandro Hisis Fernando Astengo 46' Hugo González Héctor Puebla Jaime Vera Jaime Pizarro Jorge Aravena Patricio Yañez 75' Juan Carlos Letelier Ivo Basay | opstellingen | José Gómez René Torres Andrés Paz 59' Pedro Acosta Zdenko Morovic Nelson Carrero Carlos Maldonado Roberto Cavallo José López 73' Ildemaro Fernández Winston Arreaza |
| Léonel Contreras 46' Juan Covarrubias 75' | wissels      | 59' Pedro Gallardo 73' Pedro Febles |
| | gele kaarten | 3' Nelson Carrero 25' Winston Arreaza 29' Pedro Acosta 77' Roberto Cavallo                                                                                          |
| - Duel gespeeld in Argentinië vanwege straf voor Chili. - Laatste interland van Juan Covarrubias voor Chili.                                                            |              | |

### Negende ontmoeting
|                                  |              |           |
| Chili                            | 2 – 0        | Venezuela |
| Hugo Rubio 22' Iván Zamorano 34' | goals        |           |
| Rubén Espinoza 88'               | rode kaarten |           |

### Tiende ontmoeting
| WK 1998 kwalificatie (Barinas, Venezuela, 2 juni 1996): |       |                   |
| Venezuela                                               | 1 – 1 | Chili             |
| Diony Guerra 8'                                         | goals | 89' Javier Margas |
| - Debuut van Gabriel Urdaneta voor Venezuela.           |       |                   |

### Elfde ontmoeting
| WK 1998 kwalificatie (Santiago, Chili, 29 april 1997):                                                    |       |           |
| Chili | 6 – 0 | Venezuela |
| Iván Zamorano 19' Iván Zamorano 27' Iván Zamorano 32' Iván Zamorano 47' Pedro Reyes 66' Iván Zamorano 85' | goals |           |

### Twaalfde ontmoeting
| Copa América 1999 (Ciudad del Este, Paraguay, 3 juli 1999):  |       |           |
| Chili                                                        | 3 – 0 | Venezuela |
| Iván Zamorano 5' Fabián Estay 21' Edson Tortolero 66' (e.d.) | goals |           |

### Dertiende ontmoeting
| WK 2002 kwalificatie (San Cristóbal, Venezuela, 25 juli 2000): |       |                                    |
| Venezuela                                                      | 0 – 2 | Chili                              |
|                                                                | goals | 70' Héctor Tapia 90' Iván Zamorano |

### Veertiende ontmoeting
| Copa América 2001 (Barranquilla, Colombia, 14 juli 2001): |       |           |
| Chili                                                     | 1 – 0 | Venezuela |
| Cristián Montecinos 78'                                   | goals |           |

### Vijftiende ontmoeting
| WK 2002 kwalificatie (Santiago, Chili, 4 september 2001): |       |                                  |
| Chili                                                     | 0 – 2 | Venezuela                        |
|                                                           | goals | 56' Ricardo Páez 62' Juan Arango |
| - Eerste overwinning ooit van Venezuela op Chili.         |       |                                  |

### Zestiende ontmoeting
| WK 2006 kwalificatie (San Cristóbal, Venezuela, 1 juni 2004): |              | |
| Venezuela | 0 – 1        | Chili |
| | goals        | 84' Mauricio Pinilla |
| Richard Páez | bondscoach   | Juvenal Olmos |
| Gilberto Angelucci Luis Vallenilla 65' José Manuel Rey Alejandro Cichero Jonay Hernández Leonel Vielma 76' Ricardo Páez Leopoldo Jiménez Gabriel Urdaneta 46' Alexander Rondón Juan Arango | opstellingen | Nelson Tapia Ricardo Rojas Jorge Vargas Rafael Olarra Rodrigo Pérez 80' David Pizarro Claudio Maldonado Rodrigo Meléndez 58' Mark González 46' Patricio Galaz Reinaldo Navia |
| Massimo Margiotta 46' Héctor González 65' André González 76' | wissels      | 46' Mauricio Pinilla 58' Milovan Mirosevic 80' Rodrigo Valenzuela |
| | gele kaarten | 34' Jorge Vargas 78' Milovan Mirosevic 84' Mauricio Pinilla |

### Zeventiende ontmoeting
| WK 2006 kwalificatie (Santiago, Chili, 8 juni 2005): |       |                   |
| Chili                                                | 2 – 1 | Venezuela         |
| Luis Jiménez 31' Luis Jiménez 60'                    | goals | 82' Ruberth Morán |

### Achttiende ontmoeting
| Vriendschappelijk (Maracaibo, Venezuela, 7 februari 2007): |       |                      |
| Venezuela                                                  | 0 – 1 | Chili                |
|                                                            | goals | 43' Matías Fernández |

### Negentiende ontmoeting
| WK 2010 kwalificatie (Puerto La Cruz, Venezuela, 19 juni 2008): |       |                                                               |
| Venezuela                                                       | 2 – 3 | Chili                                                         |
| Giancarlo Maldonado 59' Juan Arango 80'                         | goals | 54' (pen.) Humberto Suazo 73' Gonzalo Jara 90' Humberto Suazo |

### Twintigste ontmoeting
| Chili                               | 2 – 2 | Venezuela                            |
| Arturo Vidal 11' Rodrigo Millar 53' | goals | 34' Giancarlo Maldonado 45' José Rey |

### 21ste ontmoeting
| Chili | 0 – 0 | Venezuela |
|       | goals |           |

### 22ste ontmoeting
| Chili              | 1 – 2 | Venezuela                                   |
| Humberto Suazo 69' | goals | 34' Oswaldo Vizcarrondo 80' Gabriel Cichero |

### 23ste ontmoeting
| WK 2014 kwalificatie (Puerto La Cruz, Venezuela, 9 juni 2012): |              | |
| Venezuela | 0 – 2        | Chili |
| | goals        | 85' Matías Fernández 90+1' Charles Aránguiz |
| César Farías | bondscoach   | Claudio Borghi |
| Renny Vega Grenddy Perozo Gabriel Cichero Oswaldo Vizcarrondo Roberto Rosales Julio Álvarez 64' Giácomo Di Giorgi Juan Arango Luis Seijas 82' Miku 64' Salomón Rondón | opstellingen | Claudio Bravo 65' Pablo Contreras 30' José Rojas Eugenio Mena Osvaldo González Matías Fernández Charles Aránguiz Arturo Vidal Marcelo Díaz 79' Humberto Suazo Alexis Sánchez |
| Yonathan Del Valle 64' Juan Guerra 68' Yohandry Orozco 82' | wissels      | 30' Marcos González 65' Luis Figueroa 79' Sebastián Pinto |
| Gabriel Cichero 62' Oswaldo Vizcarrondo 67' Juan Guerra 68' Grenddy Perozo 87'                                                                                        | gele kaarten | 45' Osvaldo González 63' Pablo Contreras |

### 24ste ontmoeting
| WK 2014 kwalificatie (Santiago, Chili, 6 september 2013): |              | |
| Chili | 3 – 0        | Venezuela |
| Eduardo Vargas 10' Marcos González 29' Arturo Vidal 84' | goals        | |
| Jorge Sampaoli | bondscoach   | César Farías |
| Claudio Bravo Eugenio Mena Mauricio Isla Marcos González Charles Aránguiz 57' Arturo Vidal Gary Medel Jorge Valdivia 72' Marcelo Díaz Eduardo Vargas 83' Alexis Sánchez | opstellingen | Dani Hernández Oswaldo Vizcarrondo Roberto Rosales Grenddy Perozo 46' Gabriel Cichero Juan Arango 79' Luis Seijas Franklin Lucena 71' César González José Rondón Josef Martínez |
| David Pizarro 57' Jean Beausejour 72' Ángelo Henríquez 83' | wissels      | 46' Alexander González 71' Yohandry Orozco 79' Agnel Flores |
| | gele kaarten | 18' Oswaldo Vizcarrondo 23' Grenddy Perozo 42' Roberto Rosales |

### 25ste ontmoeting
| Vriendschappelijk (Talcahuano, Chili, 14 november 2014): |              | |
| Chili | 5 – 0        | Venezuela |
| Alexis Sánchez 17' Jorge Valdivia 45+1' Eduardo Vargas 56' Rodrigo Millar 78' Pablo Hernández 90+3'                                                                             | goals        | |
| Jorge Sampaoli | bondscoach   | Noel Sanvicente |
| Claudio Bravo Igor Lichnovsky Mauricio Isla Eugenio Mena Gary Medel Marcelo Díaz 81' Charles Aránguiz Arturo Vidal 76' Jorge Valdivia 77' Eduardo Vargas 77' Alexis Sánchez 85' | opstellingen | Dani Hernández Grenddy Perozo Gabriel Cichero Oswaldo Vizcarrondo Alexander González Frank Feltscher 86' Edgar Jiménez 62' Juan Arango 57' Rafael Acosta Mário Rondon 66' Miku |
| Rodrigo Millar 76' Pablo Hernández 77' Fabián Orellana 77' Carlos Carmona 81' Mauricio Pinilla 85'                                                                              | wissels      | 57' Franklin Lucena 62' Rómulo Otero 66' Fernando Aristeguieta 86' Franco Signorelli                                                                                           |
| | gele kaarten | 45' Rafael Acosta 84' Franklin Lucena |

### 27ste ontmoeting
| WK 2018 kwalificatie (Santiago, Chili, 28 maart 2017): |              | |
| Chili | 3 – 1        | Venezuela |
| Alexis Sánchez 5' Esteban Paredes 7' Esteban Paredes 22' | goals        | 63' José Salomón Rondón |
| Juan Antonio Pizzi | bondscoach   | Rafael Dudamel |
| Claudio Bravo Gonzalo Jara Mauricio Isla 89' Arturo Vidal Gary Medel Pablo Hernández 88' Jean Beausejour Charles Aránguiz Eduardo Vargas Alexis Sánchez Esteban Paredes 56'                           | opstellingen | Wuilker Faríñez Rolf Feltscher Mikel Villanueva 61' Alexander González Wilker Ángel Renzo Zambrano 68' Darwin Machís 84' Tomás Rincón Rómulo Otero Jhon Murillo José Salomón Rondón                              |
| Jorge Valdivia 56' Carlos Carmona 88' Paulo Díaz 89' Johnny Herrera Cristopher Toselli Enzo Roco Leonardo Valencia Felipe Gutiérrez José Fuenzalida Martín Rodríguez Fabián Orellana Nicolás Castillo | wissels      | 61' Victor García 68' Adalberto Peñaranda 84' Arquímedes Figuera Joel Graterol José David Contreras Rubert Quijada Jhon Chancellor Francisco Flores José Velázquez Andrés Ponce Jacobo Kouffaty Christian Santos |
| Gary Medel 45' Paulo Díaz 90' | gele kaarten | 44' Alexander González 66' Wilker Ángel |